# Обикновена маслинка
Обикновените маслинки (Ligustrum vulgare) са вид растения от семейство Маслинови (Oleaceae).
Таксонът е описан за пръв път от Карл Линей през 1753 година.

## Вариетети
- Ligustrum vulgare var. coombei
- Ligustrum vulgare var. italicum
- Ligustrum vulgare var. vulgare
- Ligustrum vulgare var. xanthocarpum